# Serge Dassault
Serge Dassault (franceză: [sɛʁʒ daso]; n. 4 aprilie 1925, Paris, Île-de-France, Franța – d. 28 mai 2018, Paris, Métropole du Grand Paris, Franța) a fost un miliardar francez, moștenitor, om de afaceri și om politic. A fost președintele și directorul executiv al Dassault Group și un politician conservator.
Potrivit Forbes, valoarea netă a lui Dassault a fost estimată în 2016 la 15 miliarde USD.

## Legături externe
- Forbes.com: Forbes World's Richest People